# Майнхардт
Майнхардт (нем. Mainhardt) — община в Германии, в земле Баден-Вюртемберг. 
Подчиняется административному округу Штутгарт. Входит в состав района Швебиш-Халль.  Население составляет 5709 человек (на 31 декабря 2010 года). Занимает площадь 58,69 км².
Коммуна подразделяется на 5 сельских округов.